# ダン・チャイン

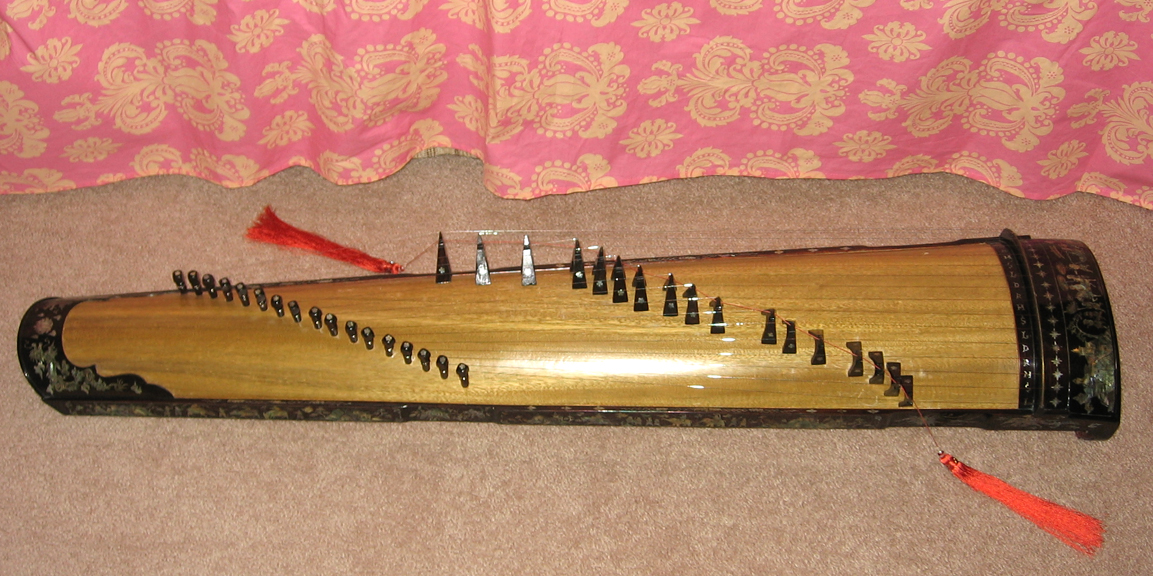
ダン・チャイン

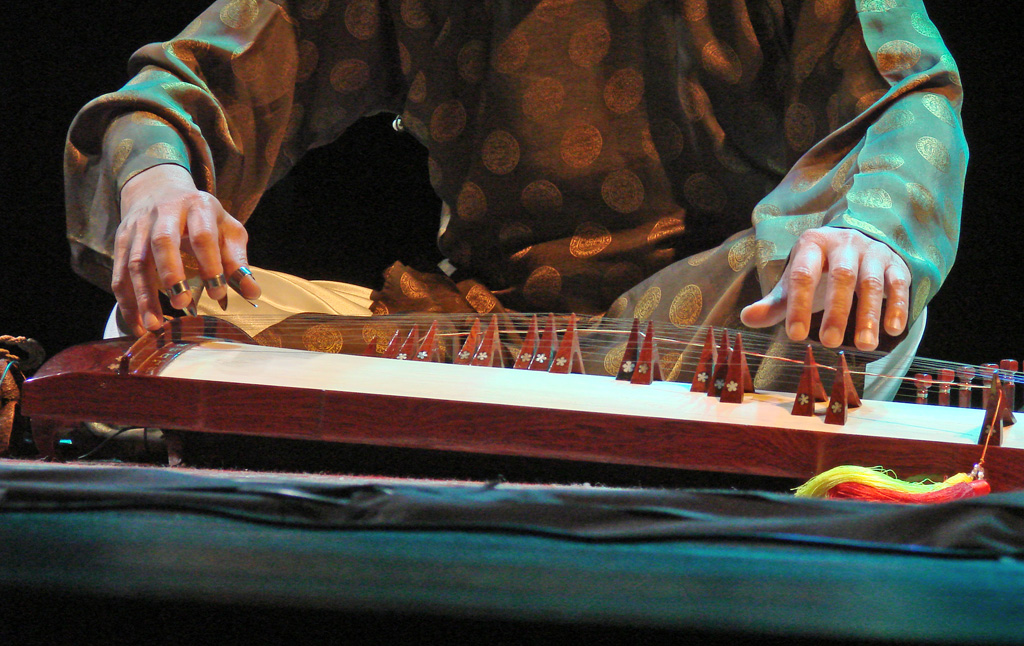

ダン・チャイン(ダン・チャンニ、ベトナム語：Đàn tranh / 彈箏)はベトナムの民族楽器の一つ。撥弦楽器である。中国の古箏や日本の箏、韓国の伽耶琴、モンゴルのヤトガなどに似ている。ベトナム北部ではダン・タップ・ルック (ベトナム語：đàn thập lục / 彈十六)と呼ばれている。長い共鳴胴に金属弦が張られ、可動式の駒と糸巻きは楽器の上部に置かれる。
ダン・チャインは独奏でも合奏でも、また歌の伴奏にも用いられる。

## 歴史
13世紀末葉から14世紀初頭には、ダン・チャインは14弦であったが、15から18世紀には15本の弦が張られるようになりthập ngũ huyền cầmと呼ばれた。19世紀になり、16弦のものが現れ、この16弦のものが1980年代初頭までもっとも一般的な形態として用いられてきた。
ダン・チャインをはじめとする古箏、箏、伽耶琴、ヤトガなどの楽器は、東南アジアの竹筒のツィターを原型として発達したものであろうことが、20世紀の音楽学によって示された。   

## 概要
全長は104から120センチメートル。共鳴胴は、湾曲した甲板と平らな底板と側面の6つの部品から成る。甲板と底板には一般的に桐材が用いられる。側面の部品や駒、糸巻き、二つの小さな脚は硬木で作られる。Λ型の可動式の駒は、それが置かれる位置によって大きさが異なり、最も低い弦には最も大きな駒が、最も高い弦には最も小さな駒が置かれる。弦は鋼で作られ、細さは種々ある。弦は五音音階に調弦される。奏者は普通、爪を用いて演奏する。爪は金属やプラスチック、陸亀の甲羅などで作られる。 
最も一般的なダン・チャインは16本の弦を持つものであり、19世紀から1980年代後半まで用いられてきた。1950年代後半には、ベトナム南部の音楽家Nguyễn Vĩnh Bảo (1918年生)が17弦や19、21弦のダン・チャインを考案し、1980年代までには17弦のものが新たな一般的な形態としてベトナム全土に広まった。1980年代から1990年代にかけては、更に拡張された22、24、25弦のものも制作された。

## 演奏法
奏者は右手で弦を弾く。左手はポルタメントのために用い、これにより幅広い音域にわたって調性的ないし微分音的な装飾が生み出される。伝統音楽の中では、2から3本の指(親指と人差し指、また加えて中指)が撥弦に用いられる。新しい作品においては、4から5本の指を用いることもあり、また、他声部を演奏するために左手も撥弦に用いられることがある。